# شيلي كول
شيلي كول (بالإنجليزية: Shelly Cole)‏ (و. 1975  م) هي ممثلة تلفزيونية، وممثلة أفلام أمريكية، ولدت في الولايات المتحدة.

## وصلات خارجية
- شيلي كول على موقع IMDb (الإنجليزية)
- شيلي كول على موقع قاعدة بيانات الفيلم (الإنجليزية)

- شيلي كول في قاعدة بيانات الأفلام على الإنترنت